# Herkulesbagge
Herkulesbaggen (Dynastes hercules) är en av världens största skalbaggar. De lever i regnskogen i Central- och Sydamerika och dess skal skiftar i färg mellan grönt och svart beroende på luftfuktigheten. Baggen kan bära upp till 100 gånger sin egen vikt under mycket korta stunder. Hanen blir mellan 90 och 170 och honan cirka 60 till 90 millimeter lång.
De enda kända skalbaggar som är större är två arter i familjen långhorningar (Cerambycidae), Macrodontia cervicornis (där individer på 170 till 175 millimeter är kända) och titanbock (Titanus giganteus) (där man funnit flera individer som är mer än 180 millimeter långa) 

## Lista på underarter
- Dynastes hercules ecuatorianus Ohaus, 1913
- Dynastes hercules baudrii Pinchon, 1976
- Dynastes hercules reidi Chalumeau, 1977
- Dynastes hercules lichyi Lachaume, 1985
- Dynastes hercules occidentalis Lachaume, 1985
- Dynastes hercules septentrionalis Lachaume, 1985
- Dynastes hercules paschoali Grossi & Arnaud, 1993
- Dynastes hercules tuxtlaensis Moron, 1993
- Dynastes hercules trinidadensis Chalumeau & Reid, 1995
- Dynastes hercules bleuzeni Silvestre & Dechambre, 1995
- Dynastes hercules morishimai Nagai, 2002
- Dynastes hercules takakuwai Nagai, 2002